# Thomas Hamilton, 9. hrabě z Haddingtonu
Thomas Hamilton, 9. hrabě z Haddingtonu (Thomas Hamilton, 9th Earl of Haddington, 9th Baron Binning, 1st Baron Melros; 21. června 1780 – 1. prosince 1858) byl britský státník ze starobylého šlechtického rodu Hamiltonů. Patřil k toryům a řadu let byl členem Dolní sněmovny. Až jako peer zastával vysoké vládní funkce, byl místokrálem v Irsku a ministrem námořnictva.

## Politická kariéra
Pocházel z významného skotského rodu Hamiltonů, který v této větvi užíval titul hrabat z Haddingtonu od roku 1619. Byl jediným synem 8. hraběte z Haddingtonu a jeho manželky Sophie Hope (1759–1813), dcery 2. hraběte z Hopetounu. Studoval na univerzitách v Edinburghu a v Oxfordu a v roce 1802 byl poprvé zvolen do Dolní sněmovny. Od mládí podporoval politiku W. Pitta mladšího, později G. Canninga, znovu byl poslancem v letech 1807–1812 a 1814–1827. V roce 1814 byl jmenován komisařem kontrolního úřadu Východoindické společnosti a zároveň členem Tajné rady. V roce 1827 získal britský titul barona Melrose a vstoupil do Sněmovny lordů (ostatní rodové tituly zdědil po otci až v roce 1828, ty ale platily jen pro Skotsko). Do otcovy smrti jako jeho dědic vystupoval pod jménem lord Binning.
V Peelových konzervativních vládách byl krátce místokrálem v Irsku (1835), prvním lordem admirality (1841–1846) a lordem strážcem tajné pečeti (1846).
V roce 1802 se oženil s Mary Parker (1781–1861), dcerou 4. hraběte z Macclesfieldu. Jejich manželství zůstalo bez potomstva, titul hraběte z Haddingtonu zdědil bratranec George Baillie–Hamilton.